# Legamento triangolare
Il legamento triangolare è un disco fibro-cartilagineo, che si trova nell'articolazione del polso, di forma triangolare in rapporto con la superficie inferiore della testa dell'ulna con la sua faccia prossimale. Presenta un apice e una base. L'apice si inserisce a livello del processo stiloideo dell'ulna e la base sul margine inferiore dell'incisura ulnare del radio. La superficie inferiore si articola con l'osso piramidale e costituisce ¼ della superficie articolare. Fa parte anche dell'articolazione radio-ulnare distale.